# Dormaa Ahenkro

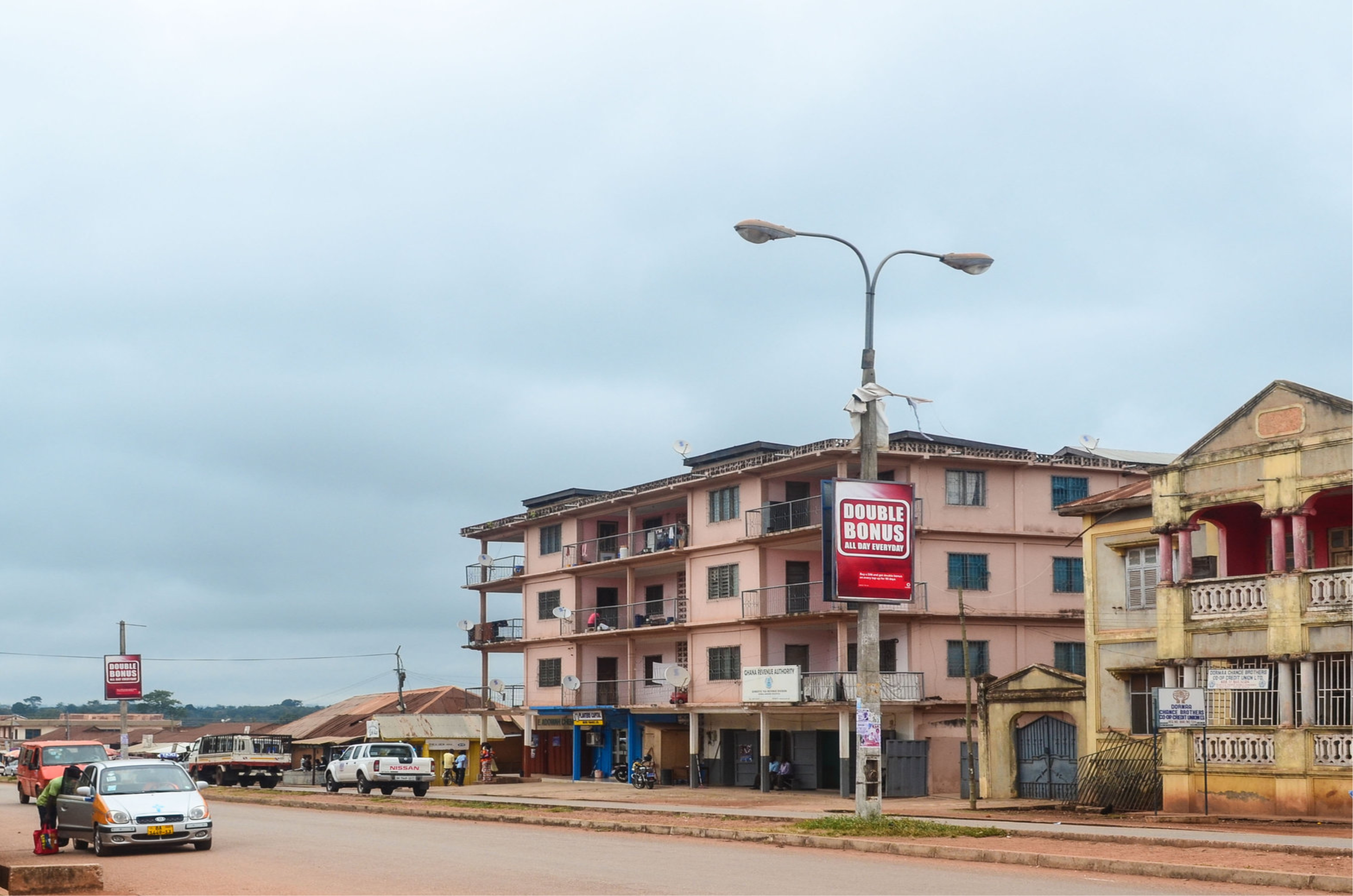
Straße in Dormaa Ahenkro

Dormaa Ahenkro (oft auch nur Dormaa) ist die Hauptstadt des Dormaa Municipal Districts (bis 2006 des Dormaa Districts) in der Bono Region im Westen Ghanas etwa 15 km von der Grenze zur Elfenbeinküste entfernt. 2010 hatte Dormaa Ahenkro 37.455 Einwohner.

## Gesundheit
Das Bezirkskrankenhaus Dormaa Presbyterian Hospital, das 1955 von der Presbyterianischen Kirche von Ghana gegründet wurde, befindet sich in Dormaa Ahenkro.

## Sport
Dormaa Ahenkro ist die Heimat des Fußballvereins Aduana Stars, der 2010 als Aufsteiger überraschend Meister der Premier League wurde. Der Verein bestreitet seine Heimspiele im Agyeman Badu Stadium. Die Stars gewannen erneut die Ghana Premier League 2017.

## Söhne und Töchter der Stadt
- Kwame Baah (1938–1997), Außenminister Ghanas von 1972 bis 1975